# Mapa synoptyczna
Mapa synoptyczna, mapa pogody to mapa przedstawiająca obecny stan pogodowy na większym obszarze (np. kontynentu europejskiego).
Na mapach synoptycznych wyniki pomiarów ze stacji synoptycznej opisuje się graficznie – zobacz stacja meteorologiczna (legenda). Mapy synoptyczne mogą być powierzchniowe i górne.
Analizując mapy synoptyczne na przestrzeni krótkiego okresu (kilka-kilkanaście godzin) można z pewnym prawdopodobieństwem prognozować (przewidywać) stan pogody.

## Oznaczenia graficzne frontów atmosferycznych
| Symbol | Opis |
| ------ | --- |
|        | front ciepły – ciepłe powietrze spycha zimniejszą masę powietrza. Front ciepły porusza się wolniej od zimnego. Na mapach pogody ciepły front jest zaznaczany czerwonym kolorem z półokręgami (słońca). |
|        | front chłodny – powietrze zimniejsze spycha cieplejszą masę powietrza. Zimniejsze powietrze jest gęstsze i wypycha lżejsze powietrze ciepłe. Zimne fronty przesuwają się szybko i są zaznaczane na mapach pogodowych niebieskim kolorem z trójkątami (sople).                                                                       |
|        | front zokludowany – tworzy się, kiedy wolniej poruszający się front ciepły jest doganiany przez front zimny. Front zimny jest w stanie wypchnąć front ciepły do góry. Oba fronty poruszają się wtedy razem i są zaznaczane na mapie pogodowej linią fioletową lub brązową z trójkątami i półokręgami na przemian.                   |
|        | front stacjonarny – jest obszarem pomiędzy dwiema różnymi masami powietrza, które nie poruszają się. Zaznaczany linią z czerwonymi półokręgami skierowanymi w stronę masy powietrza chłodnego i niebieskimi trójkątami w stronę powietrza ciepłego (oznaczają one, jaki charakter będzie miał front, gdy ruszy we wskazaną stronę). |

## Oznaczenia systemów ciśnienia

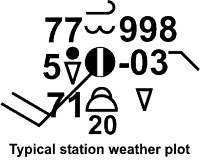
Schematyczny opis (legenda) pomiarów na stacji meteorologicznej używany na mapach synoptycznych (z sieci USA)

| Nazwa | Skrót                                                                  |
| ----- | ---------------------------------------------------------------------- |
| Wyż   | W – polski [Hoch – niemiecki, High – angielski, Haut – francuski]      |
| Niż   | N – polski [Tief – niemiecki, Low – angielski, Dépression – francuski] |

## Opis pomiarów meteorologicznych

### Stacja meteorologiczna
Pomiary ze stacji meteorologicznych opisane w postaci graficznej i numerycznej na mapach synoptycznych.
| Symbol | Opis |
| ------ | --- |
|        | W górnym lewym rogu. TTT temperatura powietrza w °C z dokładnością do 0,1 °C. Temperatura ujemna jest poprzedzona znakiem „-”. Na mapach w USA często temperatura jest w stopniach F (np. tutaj 77F). |
|        | TdTdTd temperatura punktu rosy w °C z dokładnością do 0,1 °C, przedstawiana tak jak temperatura powietrza. Na mapach USA temperatura punktu rosy jest w stopniach F. |
|        | PPP ciśnienie atmosferyczne w hPa (1hPa = 1mb). Podane są dziesiątki, jednostki i części dziesiętne. Setki, tysiące i przecinki są pominięte. Np. 213 oznacza 1021,3, 875 oznacza 987,5 (pierwsza liczba 9 lub 10 jest opuszczona). |
|        | pp wartość tendencji ciśnienia w hPa za ostatnie 3 godziny z dokładnością do 0,1hPa. Przecinki są pominięte, „+” oznacza wzrost ciśnienia, „-” oznacza spadek ciśnienia, „a” charakterystyka tendencji ciśnienia atmosferycznego w ciągu trzech godzin poprzedzających obserwację. Opis symboli – patrz tendencja ciśnienia (meteorologia).                                                          |
|        | W drugim rzędzie po lewej. VV widzialność w kierunku poziomym w km lub (w USA) milach. |
|        | Po prawej od widzialności. ww pogoda bieżąca (stacje automatyczne nie przekazują tej informacji). Jest 95 symboli określających bieżącą pogodę. Patrz symbole pogody (mapa). |
|        | w1 najważniejsze zdarzenie pogodowe w ostatnich 6 godzinach. Patrz symbole pogody (mapa). |
|        | W środku zaznaczone są chmury. CH chmury piętra wysokiego, rodzajów Cirrus, Cirrocumulus, Cirrostratus; CM chmury piętra średniego, rodzajów Altocumulus, Altostratus, Nimbostratus; CL chmury piętra niskiego, rodzajów Stratocumulus, Stratus, Cumulus, Cumulonimbus. Liczba poniżej symbolu chmury opisuje wysokość podstawy chmur nad powierzchnią ziemi (w metrach*100 lub (USA) w stopach*100) |
|        | Środkowe kółko. N wielkość zachmurzenia ogólnego w oktantach (1/8 do 8/8); patrz zachmurzenie. |
|        | Prędkość i kierunek wiatru. W tym przypadku wiatr wieje z południowego zachodu. Patrz wiatr. |

### Prędkość wiatru, pokrywa chmur i tendencja ciśnienia
W tej sekcji opisane są symbole prędkość wiatru, pokrywa chmur i tendencja ciśnienia.
| Prędkość wiatru                          | Prędkość wiatru  |
| Symbol                                   | Węzły, km/h      |
| ---------------------------------------- | ---------------- |
|                                          | 0 kt, 0 km/h     |
|                                          | 5 kt, 9 km/h     |
|                                          | 10 kt, 19 km/h   |
|                                          | 15 kt, 28 km/h   |
|                                          | 20 kt, 37 km/h   |
|                                          | 25 kt, 46 km/h   |
|                                          | 30 kt, 56 km/h   |
|                                          | 35 kt, 65 km/h   |
|                                          | 40 kt, 74 km/h   |
|                                          | 45 kt, 83 km/h   |
|                                          | 50 kt, 93 km/h   |
|                                          | 55 kt, 102 km/h  |
|                                          | 60 kt, 111 km/h  |
|                                          | 65 kt, 120 km/h  |
|                                          | 70 kt, 130 km/h  |
|                                          | 75 kt, 139 km/h  |
|                                          | 80 kt, 148 km/h  |
|                                          | 85 kt, 157 km/h  |
|                                          | 90 kt, 167 km/h  |
|                                          | 95 kt, 176 km/h  |
|                                          | 100 kt, 185 km/h |
|                                          | 105 kt, 194 km/h |
| Powyżej wiatr wieje z zachodu na wschód. |                  |

| Pokrywa chmur | Pokrywa chmur | Pokrywa chmur                                                      |
| Symbol        | Code          | Opis                                                               |
| ------------- | ------------- | ------------------------------------------------------------------ |
|               | 0/8           | bezchmurnie                                                        |
|               | 1/8           | słonecznie                                                         |
|               | 2/8           | mało chmur                                                         |
|               | 3/8           | małe zachmurzenie                                                  |
|               | 4/8           | częściowe zachmurzenie                                             |
|               | 5/8           | pochmurnie                                                         |
|               | 6/8           | w większości pochmurnie                                            |
|               | 7/8           | chmury w większości zakrywające niebo                              |
|               | 8/8           | całkowite zachmurzenie                                             |
|               | 9/8           | niebo niewidoczne lub wielkość zachmurzenia nie może być określona |

| Tendencja ciśnienia | Tendencja ciśnienia          |
| Symbol              | Opis                         |
| ------------------- | ---------------------------- |
|                     | Wzrastające                  |
|                     | Wzrastające, potem opadające |
|                     | Wzrastające, potem stałe     |
|                     | Wzrastające, potem opadające |
|                     | Opadające, potem wzrastające |
|                     | Stałe                        |
|                     | Opadające                    |
|                     | Opadające, potem wzrastające |
|                     | Opadające, potem stałe       |

### Symbole pogody i ich opis
| Symbol | Numer | Opis po polsku |
| ------ | ----- | --- |
|        | 00    | niebo bezchmurne |
|        | 01    | chmury na ogół zanikają lub stają się cieńsze |
|        | 02    | stan nieba na ogół bez zmian |
|        | 03    | chmury w stadium tworzenia lub rozwoju |
|        | 04    | widzialność zmniejszona przez dym |
|        | 05    | zmętnienie |
|        | 06    | pył zawieszony w powietrzu niewzniesiony przez wiatr na stacji lub w jej pobliżu w czasie obserwacji                                                                           |
|        | 07    | pył lub piasek wzniesiony przez wiatr w czasie obserwacji, na stacji lub w jej pobliżu, lecz bez wyraźnych wirów pyłowych lub piaskowych czy też wichury pyłowej lub piaskowej |
|        | 08    | silnie rozwinięte wiry pyłowe lub piaskowe obserwowane na stacji lub w pobliżu stacji w czasie obserwacji lub w ciągu ostatniej godziny, lecz nie wichura pyłowa lub piaskowa  |
|        | 09    | wichura pyłowa lub piaskowa w zasięgu widzenia w czasie obserwacji lub na stacji w ciągu ostatniej godziny                                                                     |
|        | 10    | zamglenie |
|        | 11    | cienka warstwa mgły lub mgły lodowej na stacji, do 2 m na lądzie lub do 10 m na morzu – w płatach                                                                              |
|        | 12    | cienka warstwa mgły lub mgły lodowej na stacji, do 2 m na lądzie lub do 10 m na morzu – mniej lub bardziej ciągła                                                              |
|        | 13    | widoczna błyskawica, nie słychać grzmotu |
|        | 14    | opad w polu widzenia niesięgający gruntu lub powierzchni morza |
|        | 15    | opad w polu widzenia sięgający gruntu lub powierzchni morza, lecz w większej odległości od stacji (ponad 5 km)                                                                 |
|        | 16    | opad w polu widzenia sięgający gruntu lub powierzchni morza w pobliżu stacji, lecz nie na stacji                                                                               |
|        | 17    | grzmot w czasie obserwacji, ale bez opadu na stacji |
|        | 18    | nawałnica – na stacji lub w polu widzenia w czasie obserwacji lub w ciągu ostatniej godziny                                                                                    |
|        | 19    | trąba powietrzna |
|        | 20    | po opadzie mżawki (niemarznącej) |
|        | 21    | po opadzie deszczu (niemarznącego) |
|        | 22    | po opadzie śniegu |
|        | 23    | po opadzie deszczu ze śniegiem lub deszczu lodowego |
|        | 24    | po opadzie mżawki marznącej lub deszczu marznącego |
|        | 25    | po opadzie przelotnego deszczu |
|        | 26    | po opadzie przelotnego śniegu |
|        | 27    | po opadzie gradu |
|        | 28    | po mgle lub mgle lodowej |
|        | 29    | po burzy |
|        | 30    | słaba lub umiarkowana wichura pyłowa lub piaskowa o zmniejszającej się intensywności                                                                                           |
|        | 31    | słaba lub umiarkowana wichura pyłowa lub piaskowa o niezmieniającej się intensywności                                                                                          |
|        | 32    | słaba lub umiarkowana wichura pyłowa lub piaskowa o zwiększającej się intensywności                                                                                            |
|        | 33    | silna wichura pyłowa lub piaskowa o zmniejszającej się intensywności |
|        | 34    | silna wichura pyłowa lub piaskowa o niezmieniającej się intensywności |
|        | 35    | silna wichura pyłowa lub piaskowa o zwiększającej się intensywności |
|        | 36    | słaba lub umiarkowana zamieć śnieżna niska |
|        | 37    | silna zamieć śnieżna niska |
|        | 38    | słaba lub umiarkowana zamieć śnieżna wysoka |
|        | 39    | silna zamieć śnieżna wysoka |
|        | 40    | mgła (mgła lodowa) w pewnej odległości od stacji |
|        | 41    | mgła (mgła lodowa) w płatach |
|        | 42    | mgła (mgła lodowa), niebo widoczne, staje się rzadsza |
|        | 43    | mgła (mgła lodowa), niebo niewidoczne, staje się rzadsza |
|        | 44    | mgła (mgła lodowa), niebo widoczne, bez zmian w ciągu ostatniej godziny |
|        | 45    | mgła (mgła lodowa), niebo niewidoczne, bez zmian w ciągu ostatniej godziny |
|        | 46    | mgła (mgła lodowa), niebo widoczne, gęstnieje |
|        | 47    | mgła (mgła lodowa), niebo niewidoczne, gęstnieje |
|        | 48    | mgła osadzająca szadź, niebo widoczne |
|        | 49    | mgła osadzająca szadź, niebo niewidoczne |
|        | 50    | słaba, niemarznąca mżawka z przerwami |
|        | 51    | słaba, niemarznąca, ciągła mżawka |
|        | 52    | umiarkowana, niemarznąca mżawka z przerwami |
|        | 53    | umiarkowana, niemarznąca, ciągła mżawka |
|        | 54    | intensywna, niemarznąca mżawka z przerwami |
|        | 55    | intensywna, niemarznąca, ciągła mżawka |
|        | 56    | słaba marznąca mżawka |
|        | 57    | umiarkowana lub silna marznąca mżawka |
|        | 58    | słaba mżawka z deszczem |
|        | 59    | umiarkowana lub silna mżawka z deszczem |
|        | 60    | niemarznący, słaby deszcz z przerwami |
|        | 61    | niemarznący, słaby, ciągły deszcz |
|        | 62    | niemarznący, umiarkowany deszcz z przerwami |
|        | 63    | niemarznący, umiarkowany, ciągły deszcz |
|        | 64    | niemarznący, silny deszcz z przerwami |
|        | 65    | niemarznący, silny, ciągły deszcz |
|        | 66    | słaby marznący deszcz |
|        | 67    | umiarkowany lub silny marznący deszcz |
|        | 68    | słaby deszcz ze śniegiem |
|        | 69    | umiarkowany lub silny deszcz ze śniegiem |
|        | 70    | słaby śnieg z przerwami |
|        | 71    | słaby, ciągły śnieg |
|        | 72    | umiarkowany śnieg z przerwami |
|        | 73    | umiarkowany, ciągły śnieg |
|        | 74    | silny śnieg z przerwami |
|        | 75    | silny, ciągły śnieg |
|        | 76    | słupki lodowe |
|        | 77    | śnieg ziarnisty |
|        | 78    | oddzielne gwiazdki śniegu |
|        | 79    | ziarna lodowe lub deszcz lodowy |
|        | 80    | słaby przelotny deszcz |
|        | 81    | umiarkowany lub silny przelotny deszcz |
|        | 82    | gwałtowny przelotny deszcz |
|        | 83    | słaby przelotny deszcz ze śniegiem |
|        | 84    | umiarkowany lub silny przelotny deszcz ze śniegiem |
|        | 85    | słaby przelotny śnieg |
|        | 86    | umiarkowany lub silny przelotny śnieg |
|        | 87    | słabe przelotne krupy lodowe lub śnieżne |
|        | 88    | umiarkowane lub silne, przelotne krupy lodowe lub śnieżne |
|        | 89    | słaby przelotny grad |
|        | 90    | umiarkowany lub silny przelotny grad |
|        | 91    | burza w ciągu ostatniej godziny, w czasie obserwacji lekki deszcz |
|        | 92    | burza w ciągu ostatniej godziny, w czasie obserwacji umiarkowany lub silny deszcz                                                                                              |
|        | 93    | burza w ciągu ostatniej godziny, w czasie obserwacji lekki śnieg lub deszcz ze śniegiem                                                                                        |
|        | 94    | burza w ciągu ostatniej godziny, w czasie obserwacji umiarkowany lub silny śnieg lub deszcz ze śniegiem                                                                        |
|        | 95    | lekka lub umiarkowana burza w czasie obserwacji |
|        | 96    | lekka lub umiarkowana burza z gradem w czasie obserwacji |
|        | 97    | silna burza |
|        | 98    | silna burza z wichurą pyłową lub piaskową |
|        | 99    | silna burza z gradem |

### Klasyfikacja chmur
| Klucz     | Symbol | Opis | Przykład |
| --------- | ------ | --- | -------- |
| Chmury CL |        | |          |
| CL=0      |        | Bez chmur CL |          |
| CL=1      |        | Cumulus humilis lub Cumulus fractus, lecz nie złej pogody, albo obie chmury razem |          |
| CL=2      |        | Cumulus mediocris lub congestus występujący sam lub z Cumulus gatunków fractus albo humilis bądź też ze Stratocumulus; wszystkie chmury o podstawach na tym samym poziomie                                                              |          |
| CL=3      |        | Cumulonimbus calvus występujący sam albo z Cumulus, Stratocumulus lub Stratus |          |
| CL=4      |        | Stratocumulus cumulogenitus |          |
| CL=5      |        | Stratocumulus, lecz nie Stratocumulus cumulogenitus |          |
| CL=6      |        | Stratus nebulosus lub Stratus fractus, lecz nie złej pogody1 lub obie chmury razem |          |
| CL=7      |        | Stratus fractus lub Cumulus fractus złej pogody 1 lub obie chmury razem (pannus), zwykle pod Altostratus lub Nimbostratus |          |
| CL=8      |        | Cumulus i Stratocumulus, lecz nie Stratocumulus cumulogenitus, o podstawach na różnych poziomach |          |
| CL=9      |        | Cumulonimbus capillatus (często z kowadłem) występujący sam lub z Cumulonimbus calvus, Cumulus, Stratocumulus, Stratus lub pannus |          |
| Chmury CM |        | |          |
| CM = 1    |        | Altostratus translucidus. |          |
| CM = 2    |        | Altostratus opacus lub Nimbostratus |          |
| CM = 3    |        | Altocumulus translucidus na jednym poziomie |          |
| CM = 4    |        | Ławice Altocumulus translucidus często soczewkowate, ciągle zmieniające się i występujące na jednym lub kilku poziomach. |          |
| CM = 5    |        | Altocumulus translucidus w pasmach, albo jedna lub więcej warstw Altocumulus translucidus lub opacus, stopniowo zaciągająca niebo; te chmury Altocumulus na ogół w całości grubieją                                                     |          |
| CM = 6    |        | Altocumulus cumulogenitus (lub cumulonimbogenitus) |          |
| CM = 7    |        | Altocumulus translucidus lub opacus w dwóch lub więcej warstwach lub Altocumulus opacus w pojedynczej warstwie niezaciągający nieba lub Altocumulus z Altostratus lub z Nimbostratus                                                    |          |
| CM = 8    |        | Altocumulus castellanus lub floccus |          |
| CM = 9    |        | Altocumulus na niebie o wyglądzie chaotycznym, na ogół na kilku poziomach |          |
| Chmury CH |        | |          |
| CH = 1    |        | Cirrus fibratus niekiedy uncinus niezaciągający stopniowo nieba |          |
| CH = 2    |        | Cirrus spissatus w ławicach lub w postaci poplątanych wiązek, które zwykle nie powiększają się, a czasami wydają się pozostałościami górnych części chmur Cumulonimbus, albo Cirrus castellanus lub floccus                             |          |
| CH = 3    |        | Cirrus Spissatus cumulonimbogenitus |          |
| CH = 4    |        | Cirrus uncinus lub fibratus albo obie te chmury razem stopniowo zaciągające niebo; chmury te na ogół wszędzie grubieją |          |
| CH = 5    |        | Cirrus (często w pasmach) i Cirrostratus, lub tylko Cirrostratus, stopniowo zaciągający niebo; na ogół wszędzie grubieją, lecz ich ciągła zasłona nie osiąga 45 stopni wzniesienia nad horyzontem                                       |          |
| CH = 6    |        | Cirrus (często w pasmach) i Cirrostratus, lub tylko Cirrostratus stopniowo zaciągający niebo; chmury te na ogół wszędzie grubieją, ciągła zasłona sięga powyżej 45 stopni wzniesienia nad horyzontem, lecz nie pokrywa całkowicie nieba |          |
| CH = 7    |        | Cirrostratus pokrywający niebo całkowicie |          |
| CH = 8    |        | Cirrostratus niezaciągający stopniowo nieba i niepokrywający go całkowicie |          |
| CH = 9    |        | Tylko Cirrocumulus lub przewaga Cirrocumulus wśród chmur CH |          |

## Synoptyczne mapy górne
Górne mapy są bardzo ważnym elementem prognozy pogody, ponieważ zaburzenia powodowane przez łańcuchy górskie, lokalne zaburzenia temperatury, nie są na nich widoczne. Dzięki temu można wyłapać najważniejsze elementy cyrkulacji atmosfery. Wykres ciśnienia czy wiatrów na mapie górnej może wyglądać kompletnie inaczej niż na mapie powierzchniowej, a mimo to doświadczony synoptyk jest w stanie określić dzięki niej np. cyklogenezę (tworzenie się niżu). Nawet bardzo sprzyjające warunki na powierzchni ziemi (np. baroklinowość) nie są wystarczające do rozwinięcia się niżu, potrzebny jest do tego impuls w górnej troposferze. Podobnie cyklony tropikalne, mimo że temperatura oceanu jest dostatecznie wysoka, potrzebują impulsu np. w postaci wymuszenia ruchu wstępującego do powstania cyklonu. Dane do górnych map synoptycznych uzyskiwane są za pomocą sondaży atmosfery. Mapy górne są zazwyczaj wykreślane na następujących poziomach:
| 850 hPa | 1457 m  |
| 700 hPa | 3013 m  |
| 500 hPa | 5574 m  |
| 300 hPa | 9164 m  |
| 200 hPa | 12000 m |